# 哈瓦那辣椒
哈瓦那辣椒是茄科茄亞族辣椒屬的植物。又有俗名「白色子彈」。

## 名字
Habanero的意思是「来自哈瓦那」。在英语中，habanero也常被拼写为habañero，尽管这并不是它在西班牙语中的正确拼法。这是一个过度外语化的典型例子。

## 辣度
哈瓦那辣椒通常長2至6公分，辣度（史高維爾指標）可達到100,000–350,000。

## 起源
哈瓦那辣椒來自於亞馬遜河流域，之後擴展至墨西哥地區。